# ديانا حداد
ديانا حداد (ولدت 1 أكتوبر 1976 في بصاليم، جنوب لبنان)، مغنية لبنانية تحمل أيضًا الجنسية الإماراتية ومقيمة في الإمارات العربية المتحدة.
كان ألبومها الأول ساكن (1996) أحد أكثر الألبومات مبيعًا للعام إذ حصل على شهادة البلاتينيوم من قبل شركة الخيول للتسجيلات، وقد قدمت حداد الألبوم بأسلوبها الموسيقي البدوي للجمهور.
بدأت شهرتها الحقيقية في أواخر عام 1997 عندما أصدرت ألبومها الثالث (أمانيه) مصحوبًا بأغنية منفردة تحمل نفس العنوان. خلال هذا الوقت، شكلت ديانا حداد فريقًا ناجحًا مع زوجها الإماراتي السابق سهيل العبدول الذي أخرج جميع مقاطع الفيديو الموسيقية الخاصة بها حتى عام 2005 عندما قررت العمل مع مخرجين جدد. كما بدأت ديانا في الأداء بلهجات أخرى غير اللبنانية والبدوية في ألبومها الرابع يامايا (1998) والذي تضمن أغانٍ باللهجات الخليجية والعراقية والمصرية. شهدت مسيرتها الفنية تقلبات عديدة، لكنها تمكنت عمومًا من إنتاج أغنيات فردية لا تُنسى. من أشهر أغانيها: (ساكن)، (أمانيه)، (ماني ماني)، (ماس ولولي)، (يا عيبو)، و (لا فييستا)، (إلى هنا).

## النشأة
ولدت ديانا في قرية صغيرة في جنوب لبنان اسمها بصاليم، والدتها منى مسلمة ووالدها جوزيف مسيحي ماروني من قرية مغدوشة، التي غنت عنها أغنية بعنوان «مغدوشة» في ألبومها «جرح الحبيب» الذي طرح في 2000. ديانا هي المولودة الثالثة في عائلتها ما بين خمسة إخوة: لوليتا، داني، فادي، سمير. تركت ديانا وطنها بعد اندلاع الحرب لتترعرع في بلدها الثاني الكويت الذي ترعرعت فيه ودرست هناك مراحل عمرها في مدرسة الفحيحيل الوطنية. وقد لقبها أهلها باسم "حَسن صبي" أي مشاكسة باللهجة اللبنانية من الطريف أنها كانت تحب الشوكولا في صغرها وكانت تشاكس أهلها بسبب كثرة أكلها. ظهرت الموهبة الفنية لدى ديانا حداد في عمر مبكر (ثمان سنوات) حيث كانت في ذلك الوقت تغني بالحفلات الوطنية عام 1988 وذلك مع بداية حرب الخليج الثانية والتي تسببت في عودة ديانا وعائلتها إلى لبنان بعد قضائها أربعة عشر عاماً من عمرها بالكويت، وكانت قد درست هناك برمجة الحاسوب.

## الحياة الفنية

### البدايات
شاركت ديانا حداد في برنامج الهواة استديو الفن على قناة LBC وقدمت أغنية خاصة بها هي «طير اليمامة» من كلمات إلياس أبو غزالة، ويقول مطلعها: "دخلك ياطير اليمامة وصل لولفي سلامي إلو على غيابو إلو إلو أدي ششتقت إلو شو صارت سودة أيامي"، لتحقق الأغنية نجاحًا وتسجلها ديانا في ألبومها الأول «ساكن» الذي ضم أغنية "ساكن" من ألحان جورج مارديروسيان وكلمات عادل رفول.
قدمت ديانا حداد العديد من الألبومات الفنية حيث كونت أرشيف وعدد من الأغان الخاصة وألبومات الحفلات وغير ذلك. بدأت ديانا مشوارها في أواخر عام 1995 مع ألبومها الأول «ساكن» الذي قيل أنه بيع منه ما يقارب من مائتا ألف نسخة وصورت منه ثلاث فيديو كليب، في وقت كان متقارب الذي طرحت به ديانا الألبوم أحيت حفلاً كبيرًا في شتورا بلبنان سجلت الخيول الشركة المنتجة لأغاني ديانا الحفل وطرحته بالأسواق باسم «عنيدة» وهي أغنية كانت جديدة حين ذاك حيث أنها لم تطرحها في ألبوم «ساكن»، فتفاعل الجمهور معها وطرحت ديانا الأغنية بعد ذلك في ألبومها الثاني «أهل العشق» عام 1997 وهو الألبوم الذي حقق نجاحًا ملحوظًا، ويمكن القول بأنه ثبّت نجاح ديانا الذي حققته ديانا في «ساكن».

### 1998-1999:أمانيه،يامايا،شاطر
بعد إصدار ألبوميها الأولين، «ساكن» و«أهل العشق» في عامي 1996 و1997 على التوالي، كان على حداد أن تخطط لألبومها الثالث بعناية أكبر من أجل الحفاظ على نجاحها. بعد التخطيط الدقيق لألبومها الثالث، بدأت محطات الإذاعة في جميع أنحاء العالم العربي ببث أغنية "أمانيه"، الأغنية الرئيسية لألبومها الثالث، في أواخر عام 1997، والتي أصبحت فيما بعد من أهم إنجازات حداد. هناك عدة أسباب ساهمت في نجاح "أمانيه" ومنها الاستخدام المبتكر لأسلوب تركي في الأغنية البدوية. وكانت الصور المدمجة في الفيديو الموسيقي أيضًا عاملًا مهمًا في جعل "أمانيه" نجاحًا كبيرًا. تم تصوير الفيديو، الذي أخرجه أيضًا زوج حداد في ذلك الوقت، في تركيا وأظهر الجانب الحديث والتقليدي للبلاد. في المشهد الأول، يظهر راقصون أتراك شباب يرقصون مرتدين قمصانًا سوداء وسراويل جينز. وفي مشاهد أخرى، يظهر الراقصون وهم يرتدون القفاطين والعمائم على الطريقة التركية (العثمانية). أصبح تصوير مقاطع الفيديو الموسيقية العربية في تركيا اتجاهًا سائدًا في السنوات اللاحقة، وبلغ ذروته في أوائل العقد الأول من القرن الحادي والعشرين. في 19 يوليو 1996، أنجبت حداد ابنتها الأولى صوفي. ألهمت ولادة صوفي الأغنية الثانية من "أمانيه"، أغنية "يا بنتي" التي صورها العبدول في منطقة ريفية فقيرة في لبنان وتظهر صوفي البالغة من العمر عامين تعاني الفقر مع والدتها. في كلمات أغنية "يا بنتي"، تعتذر الأم لابنتها الصغيرة لعدم قدرتها على اصطحابها للخارج أو تحمل تكاليف الكماليات والألعاب.
احتوت أول ثلاث تسجيلات لحداد على أغاني باللهجة اللبنانية والبدوية حصراً، الأمر الذي حدد أسلوبها الموسيقي الفريد خلال السنوات الأولى. ومع ذلك، فإن إصدار ألبوم حداد الرابع «يامايا» في أواخر عام 1998 شهد تغييراً كبيراً في موسيقى حداد. تتضمن أغنية الألبوم الرئيسية "يامايا" إيقاعات مصرية قديمة، ولكنها لا تزال تحتفظ باللهجة البدوية. ورصد العبدول ميزانية كبيرة لتصوير كليب أغنية "يمامية" الذي تم تصويره في منطقة أهرامات الجيزة. وذهب جزء كبير من الميزانية إلى ممثلات عربيات معروفات مثل منى واصف وسوسن بدر، اللتين تظهران في أدوار مختلفة في الفيديو. وتدور أحداث الفيديو في مصر القديمة حيث تستعين حداد بساحرة (تلعب دورها منى واصف) لاستعادة عرشها من الملكة الحالية (تلعب دورها سوسن بدر). ويظهر في الفيديو أيضًا العبيد وهم يتحركون على أنغام الموسيقى في رقصة مصممة مستوحاة من مصر القديمة. تمكنت أغنية "يمّاية" والأغنية الثانية من الألبوم "إمشي ورا كدبهم" من اكتساب شعبية كبيرة في مختلف أنحاء العالم العربي على الرغم من الدعاية الضعيفة التي أعقبت وفاة والدة حداد وقت إصدار الألبوم. "امشي ورا كدبهم" هي أول أغنية منفردة لحداد باللهجة غير اللبنانية أو البدوية. أصبحت الأغنية، التي تم أداؤها باللهجة المصرية، في نهاية المطاف واحدة من أشهر أغاني حداد في مصر. وضم اليمامة أيضًا أغاني باللهجة الخليجية والعراقية والعربية الفصحى.
في صيف عام 1999، وبعد أشهر قليلة من إصدار ألبوم «يامايا»، أصدرت حداد ألبومها الخامس «شاطر». كانت الأغنية الأولى "شاطر" واحدة من أكثر الأغاني الفردية شعبية في عام 1999 وحظيت باستقبال جيد خاصة من قبل الأطفال وصغار السن. أخرج فيديو الأغنية زوجها سهيل العبدول في جبل علي في دبي. وقد تميزت هذه الفعالية بوجود طواويس وكوكتيلات وإضافات وراقصين يرتدون ملابس ملونة في يوم صيفي مشمس. بسبب ضيق الوقت، تم إلغاء خطة حداد لتصوير الفيديو كليب في جزيرة استوائية. وبدلًا من ذلك، تم إنتاج فيديو موسيقي منخفض الميزانية لأغنية "وينهم"، وهي أول أغنية مصورة باللهجة الخليجية لها، وتدور "وينهم" حول أسرى الحرب الكويتيين الذين لم يعودوا من العراق. أهدت حداد الأغنية لأصدقاء طفولتها في الكويت.
تم إصدار آخر أغنية خليجية من ألبوم «شاطر» بعنوان "الفصول الأربعة" كفيديو موسيقي في أوائل عام 2000، وتتحدث عن قصة حب تتغير فجأة مثل فصول السنة. تم تصوير الفيديو الموسيقي بتقنية الكروما وتم استخدام رسومات ثلاثية الأبعاد.

### 2000-2003:جرح الحبيب،أخبار حلوة،لو يسالوني
في صيف عام 2000، صدرت أغنية "ماني ماني" كأغنية رئيسية من الألبوم السادس «جرح الحبيب». عادت حداد إلى بلدها لبنان لتصوير فيديو كليب أغنية "ماني ماني" حيث أن الأغنية تجمع بين الكلمات البدوية واللبنانية. تحتوي الأغنية على ترتيبات وتأثيرات صوتية فريدة ساهمت في نجاحها. شهد ألبوم «جرح الحبيب» محاولة ناجحة لاقتحام السوق المصرية من جديد حيث تضمن أربعة أغاني باللهجة المصرية من أصل تسعة. ومن بين هذه الأغاني أغنية "جرح الحبيب" التي تحمل عنوان الألبوم وهي دويتو مع المغني الشعبي المصري محمد العزبي. في أوائل عام 2001، صدرت أغنية "أدلع عليك" باعتبارها الأغنية الثانية والأخيرة من الألبوم. حققت الأغنية الخليجية نجاحًا محدودًا في دول الخليج العربية، وقد تضمن الفيديو الموسيقي تضمن ظهوراً ثانياً لابنة حداد، صوفي، التي كانت تبلغ من العمر أربع سنوات في ذلك الوقت. وفي يوليو 2001 أصدرت ديانا حداد ألبومها السابع تحت عنوان «أخبار حلوة». كان الفيديو الموسيقي "إللي في بالي" هو الفيديو الموسيقي الوحيد الذي تم إصداره من الألبوم. هذا هو أول فيديو موسيقي لـ حداد باللهجة المصرية، مما ساعدها على أن تصبح أكثر شهرة في العالم العربي. يعد الفيديو الموسيقي، الذي تدور أحداثه في عام 1972، مستوحى بعض الشيء من الفيلم الموسيقي الأمريكي الشهير غريس (1978). تم بيع شركة الخيول، وهي العلامة التجارية لحداد منذ بداية مشوارها الفني، إلى شركة روتانا للتسجيلات في عام 2002. وقد أصدرت شركة الخيول لاحقًا العديد من الألبومات الناجحة بما في ذلك إصدار إسطوانة دي في دي تحتوي على معظم مقاطع الفيديو الموسيقية الخاصة بحداد في عام 2003. وفي تلك الفترة، عانت حداد من الإجهاض، وتم رفع دعوى قضائية ضدها من قبل نوال الزغبي، مما أثر أيضًا على الحملة الترويجية لألبوم «أخبار حلوة» في عام 2001.
وقد أقامت الزغبي دعوى قضائية ضد حداد بسبب اتهاماتها وزوجها للزغبي بأنه يهتم بمظهرها أكثر من موسيقاها وأنها مجرد "فنانة". ورفعت الزغبي دعوى قضائية ضد العبدول وحداد في لبنان بسبب "الضائقة النفسية" التي تعرضت لها نتيجة انتقادات سهيل العبدول وحداد لها. وكان العبدول قد قال في لقاء أن "نوال الزغبي تنشز"، وفي لقاء معها قالت حداد: "لا شأن لي في هذه القضية، كما انه لا شأن لي في قضايا اخرى عدة. الناس يعرفون انني لم أسئ الى أحد"، "أنا لا أعلق لأنه زوجي، بل لأني أعرف هذه الأمور. ويحق له ان يقوّم ويبدي وجهة نظره كمخرج وكإنسان عادي، ولا تنسوا ان نوال فنانة معروفة ويحق للناس انتقادها سلباً أو إيجاباً، كما ينتقدني الكثير، فهناك من لا يحب ديانا حداد ولا أستطيع فرض محبتي عليهم وهناك من يقوّم صوتي، فقد سمعت الكثير من الصحافيين يقولون ان صوت ديانا من "طرزان" ولم أعلق على رغم انه كان بإمكاني رفع دعوى، لأن من كانت لديه الثقة بنفسه يجب ألاّ يتأثر بهذا الكلام." وقد رفضت المحكمة قضية الزغبي وجاء في الحكم أن "التصريحات التي أدلى بها العبدول وحداد لا تصنف ضمن التشهير بالمدعية لأنها لا تؤثر على مكانتها الفنية الأساسية بل ترتبط بأدائها. والادعاء بأن المدعية مغنية أو مؤدية هو تصنيف مرن يتوافق مع المعايير الشخصية".
وقعت حداد عقدًا مع شركة عالم الفن المصرية في عام 2002 وأصدرت ألبومها الأول مع الشركة «لو يسالوني» في يونيو، وهو أول ألبوم استوديو كامل باللهجة الخليجية لديانا حداد. يتضمن الألبوم أنماطًا من جميع البلدان العربية المختلفة في الخليج العربي تقريبًا. على سبيل المثال، أغنية "كماكم" متأثرة بشكل كبير بالموسيقى العمانية، وهو أسلوب نادرًا ما نجده في الموسيقى الخليجية السائدة. تم إصدار فيديو موسيقي من هذا الألبوم لأغنية "لو يسألوني"، وهي دويتو مع المغني الإماراتي عيضة المنهالي والذي أصبح فيما بعد أحد أشهر المغنيين الإماراتيين. وقد حصلت على جائزة "الأسد الذهبي" عن أغنية "لو يسألوني" في مهرجان الأغنية المصري التي قدمها لها وزير الإعلام المصري وقتذاك صفوت الشريف.

### 2004–2010:أول مرة،ديانا 2006، من ديانا إلى...

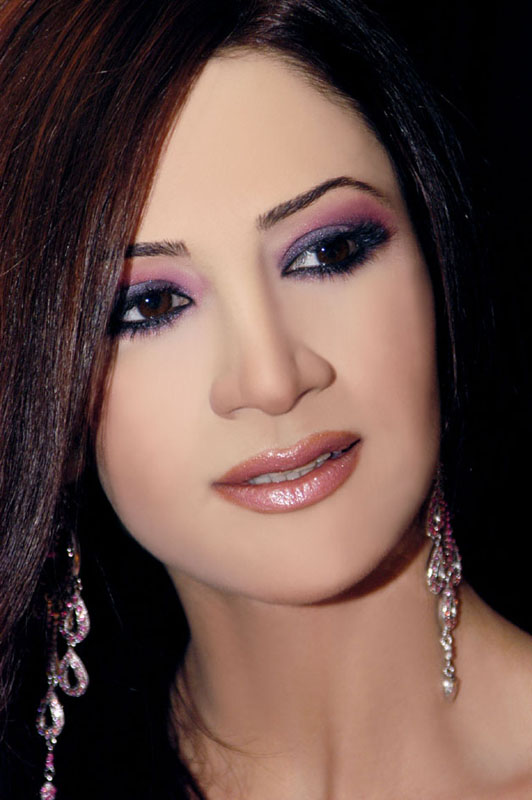
ديانا حداد في 2005

في 12 مارس 2004، تم عرض أغنية "ويلي"، الأغنية الرئيسية من ألبوم حداد التاسع «أول مرة» (2004)، لأول مرة في برنامج ستار أكاديمي على قناة LBC. واجه الألبوم، الذي كان يحمل في البداية اسم ديانا 2003 ، العديد من التأخيرات قبل إصداره. كان من المقرر أصلا إصداره في صيف عام 2003. وأوضح رئيس شركة عالم الفن للتسجيلات، محسن جابر، أن سبب التأخير هو أن حداد أمضت عامين في إتقان ألبومها الجديد، وهو ما يجعلها في رأيه "فنانة حقيقية ستبذل شركته كل ما في وسعها للترويج لها". ولتعويض هذا التأخير، تم تصوير ثلاث أغنيات من ألبوم «أول مرة» على التوالي كفيديو كليب مع زوج حداد سهيل العبدول. ومن بين هذه الأغاني "ويلي"، و"صاحبي"، والأغنية التي تحمل عنوان الألبوم "أول مرة". تم عرض الفيديو الموسيقي لأغنية "ويلي" مع إصدار الألبوم في يونيو 2004. ويتناول الفيديو، الذي تشارك فيه الممثلة الكويتية منى شداد، قصة من فكرة حداد. تم تصوير بعض مشاهد "وايلي" في مطار دبي الدولي، بينما تدور معظم مشاهد الفيديو كليب في ملعب كرة سلة في إحدى المدارس. وأصيبت ساق حداد أثناء تصوير مشهد في الفيديو وهي تقوم بالتسديد. كما تم عرض أغنية "صاحبي"، وهي نسخة مقتبسة من أغنية للفنان الشعبي الإماراتي أحمد الشيباني، لأول مرة في صيف عام 2004. وفي الصيف الماضي أقيم حفل ترويجي للألبوم في القاهرة، قدمت فيه حداد عدداً من أغانيها. تم عرض الحفل لاحقًا على قناة مزيكا التي كانت قد أطلقت بثها مؤخرًا. بعد نجاح كليبي "ويلي" و"صاحبي" في صيف 2004، تم عرض فيديو كليب "أول مرة" في نوفمبر 2004. وكان من المقرر أيضًا تصوير فيديو كليب أغنية "خليني ساكتة" بواسطة المخرج المصري أحمد المهدي في القاهرة، إلا أن حداد اضطرت لمغادرة مصر إلى لبنان بسبب مرض والدها. ومن ثم تم إلغاء المشروع نهائيًا، والذي كان سيعتبر أول فيديو كليب لحداد مع مخرج غير زوجها. وفي أوائل عام 2005، تعاونت حداد أخيرًا مع مخرج مختلف لتصوير الفيديو الموسيقي للأغنية اللبنانية "لو ما دخلت براسي" مع المخرجة صوفي بطرس.
في ديسمبر 2004، تمكنتا ديانا حداد ونوال الزغبي من التغلب على خلافاتهما عندما بادرت حداد إلى إجراء مكالمة هاتفية شخصية مع الزغبي بعد أن علمت أنها تعاني من تدهور في صحتها. وكشفت حداد أنها شعرت أن من واجبها الاتصال بالزغبي والدعاء لها بالشفاء العاجل. وشكرتها الزغبي على وضعها كل الخلافات جانبًا. وظهرت الفنانانتان لاحقًا على غلاف مجلة زهرة الخليج في عدد تضمن جلسة تصوير جمعتهما.
في 24 يونيو 2005، قدمت حداد أغنية جديدة من ألبومها الاستوديو القادم في ختام برنامج اكتشاف المواهب نجوم الخليج الذي كان يبث على قناة نجوم التي أسسها زوجها سهيل العبدول. الأغنية بعنوان "حسافة" وهي أغنية خليجية ظهرت لاحقًا في ألبوم حداد العاشر «ديانا 2006». تم إصدار الألبوم في نفس الوقت مع الأغنية الرئيسية "ماس ولولي" في مارس 2006. اضطرت حداد إلى الانفصال عن شركتها السابقة عالم الفن التي استمرت في تأجيل إصدار الألبوم لعدة أشهر. وعبر قرار في اللحظة الأخيرة، تم إصدار الألبوم أخيرًا تحت إشراف شركة التسجيلات الخاصة بزوجها سهيل العبدول. ومع ذلك، كانت شركة العبدول شركة حديثة التأسيس في ذلك الوقت، وكانت تركز فقط على منطقة الخليج العربي. ولذلك، قامت حداد بتوقيع عقود مع العديد من شركات الإنتاج لضمان توزيع الألبوم في مختلف الدول العربية. وتشمل هذه الشركات شركة ميلودي ميوزيك في مصر وشركة إي إم آي ميوزيك أرابيا في بلدان أخرى. حققت أغنية "ماس ولولي" نجاحًا سريعًا بسبب كلماتها البسيطة والتي يتم أداؤها باللهجة التي يمكن أن يفهمها معظم الناس في العالم العربي. كما شارك في الأغنية أيضًا مغني الراي الجزائري الشاب خالد، مما أعطى الأغنية طابعًا مختلفًا. لم يتم إصدار كليبات أخرى من الألبوم لفترة بسبب حرب لبنان 2006. قبل الحرب، تم تقديم أغنية خليجية من خارج الألبوم بعنوان "بدر البدور" في الحلقة النهائية للموسم الثاني من برنامج نجوم الخليج. وعندما بدأت الحرب في يوليو، كانت حداد في الإمارات مع عائلتها. ولكنها وجهت لفتة للبنان من خلال تصوير فيديو موسيقي لأغنيتين من أغانيها القديمة "أنا الإنسان" و"مغدوشة" اللتين ظهرتا في ألبومي «يامايا» (1998) و «جرح الحبيب» (2000). تعاونت حداد للمرة الأولى مع المخرج المصري ياسر سامي في فيديو كليب أغنية "زي السكر" الذي ساهم في جعل الأغنية مشهورة في مصر. تم تصوير الأغنية المصرية "عادي" مع المخرجة اللبنانية ليلى كنعان في وقت سابق من عام 2006 ولكن لم يتم إصدارها إلا في بداية 2007.
شاركت ديانا حداد كعضو في لجنة تحكيم مهرجان الأغنية العمانية الذي أقيم في 20 أبريل 2008، وفي أواخر العام، أعلنت عن إصدار ألبومها الاستوديو الحادي عشر (والألبوم الخليجي الثاني) «من ديانا إلى...» ورغم صعوبة اقتحام فنان غير خليجي للسوق الخليجية بالموسيقى الخليجية، إلا أن حداد نجحت في كسر هذا الحاجز والصور النمطية. ويصف البعض بأنه لقد تم "تبنيها" إلى حد ما في الثقافة والمجتمع الإماراتي. تم إصدار فيديو كليبين غنائيين من أغنية "من ديانا إلى" وكلاهما من إخراج نهلة الفهد. تم عرض الأغنية الرئيسية "شفت اتصالك" على قناة نجوم في أكتوبر 2008 تزامنًا مع عيد الأضحى. قبل إصدار الفيديو كليب الثاني من الألبوم، تم إصدار أغنية باللهجة اللبنانية بعنوان "يا عيبو" في أوائل عام 2009. "يا عيبو" أخرجته نهلة الفهد أيضاً في بيروت. حققت الأغنية نجاحًا كبيرًا في لبنان، على الرغم من تلقيها انتقادات سلبية بسبب الكلمات وتصوير الأغنية، حيث كتب في صحيفة الجريدة: "الحقيقة أنه لو أجيز استخدام «يا عيبو» لكان من الأجدر توجيهها إلى حداد نفسها على أغنية أقل ما يقال عنها إنها تافهة وخالية من أي مضمون بعدما عوّدتنا سابقاً على تقديم أغنيات مميزة بصوتها الطربي الأصيل." حيث تعني ديانا بـ "يا عيبو" الرجال المسنين الذين يقضون وقتهم في مغازلة الفتيات الصغيرات وخيانة زوجاتهم، وكانت هذه آخر أغنية لـ حداد قبل أن تعلن انفصالها عن زوجها سهيل العبدول في أغسطس 2009.
أعلنت شركة نعومي لملابس النوم والملابس الداخلية عن تعاونها مع حداد لتكون وجهها في مجموعة أزياء جديدة للمرأة الخليجية والعربية، وقد أعلن ذلك خلال عرض أزياء لمجموعة شتاء 2010 في فندق أبراج الإمارات في دبي.

### 2011-2015:بنت أصول،يا بشر
في عام 2009، كشفت حداد أنها تعمل على دويتو مع فنانة آر أند بي والتي تم الكشف لاحقًا أنها أليشيا كيز، لألبومها الاستوديو الثاني عشر. فشلت خطة الثنائي عندما طلبت كيز مبلغ نصف مليون دولار، وقيل أيضًا أنه مليون ونصف مليون. بعد انقطاع دام أكثر من ثلاث سنوات، أعلنت حداد عن إصدار ألبومها الاستوديو الثاني عشر «بنت أصول» في ديسمبر 2011. تم إصدار عدد من الأغاني المنفردة قبل الإعلان بما في ذلك أغنية دينية مصرية لرمضان 2010 بعنوان "يا هدية من ربنا"، والأغنية الخليجية "مجنونة" في نوفمبر 2010، وأغنية خليجية أخرى بعنوان "قالت ديانا" في مايو 2011. كما سجلت أغنية بعنوان "يا وقت" لافتتاحية المسلسل الكويتي الدخيلة الذي عرض في رمضان 2011. تم تضمين "يا وقت" و "قالت ديانا" فقط في ألبوم «بنت أصول» الذي صدر في 2011. تم تمويل الألبوم بشكل مستقل من قبل حداد بعد انفصالها عن زوجها. علاوة على ذلك، تم توقيع اتفاقية مع شركة بلاتينيوم ريكوردز لتوزيع الألبوم في جميع أنحاء العالم العربي والترويج له عبر القنوات التلفزيونية والإذاعية التابعة لها والتي تشمل إم بي سي ووناسة وإم بي سي إف إم. عرضت إذاعة إم بي سي إف إم أغنية "إنت معي (كل حياتي)" التي يشارك فيها الكندي من أصل لبناني كارل وولف قبل عشرة أيام من إصدار الألبوم.
في أواخر عام 2013، وقع حداد صفقة مع شركة روتانا، أكبر شركة إنتاج موسيقية في العالم العربي. صدر ألبومها الأول مع الشركة في ديسمبر 2014 تحت عنوان «يا بشر». سبق الألبوم إصدار عدد من الأغاني المنفردة منها "قلبي وافي" في عام 2012، "نعم سيدي"، "الكذاب"، "ثلاثة الأعياد" والأغنية الناجحة "لا فييستا" باللهجة المغربية في عام 2013، و"هلا واهلين" و"حبيبي مصري" في عام 2014. تم إصدار جميع هذه الأغاني الفردية على شكل فيديوهات موسيقية، ولم يتم إدراج سوى أغنية "هلا وأهلين" في ألبوم «يا بشر». صورت حداد فيديو لأغنية "يا بشر" في بيروت وظهرت كممثلة في قصة الأغنية التي تحكي يوميات الناس وعلاقة الأمهات بأبنائهم في سن المراهقة وما قد يؤدي إليه التعاون في التواصل مع الأبناء وتظهر في مشاهد مؤثرة وهي تذرف الدموع، وقد أخرج الفيديو فادي حداد.
في آخر شهر أكتوبر 2013، شاركت حداد في حفل افتتاح الفرع الثالث في الكويت للعلامة التجارية "أوروجولد" المختصة في العناية بالبشرة في مجمع الصالحية التجاري وشاركت حداد في الإعلان عن منتجين جديدين للعلامة التجارية.
حصلت على جائزة "أفضل مغنية للأغنية العربية الشاملة" في مهرجان جوائز الموريكس دور 2015 في لبنان عن مجمل أعمالها اللبنانية والعربية.

### 2016–حتى الآن:إلى هنا، وأغاني منفردة أخرى
في عام 2016، توقفت حداد عن الترويج لأغنية "يا بشر" وبدأت في إصدار المزيد من الأغاني المنفردة بما في ذلك دويتو مع المغني اللبناني عاصي الحلاني بعنوان "روميو وجولييت". كما أصدرت نسخة من أغنية "تبسم" للمغني الكويتي محمد المسباح. في صيف عام 2016، أطلقت حداد فيديو كليب مع المؤثرة السعودية دارين البايض وزيد سويدا تحت عنوان "نصف الثاني". في الأول من يناير 2017، بثت محطات الإذاعة في مختلف أنحاء العالم العربي أغنية "تؤبر قلبي"، وتمثل الأغنية عودة حداد إلى اللهجة اللبنانية منذ أغنيتها المنفردة "قلبي وافي" التي صدرت عام 2012. وأضيف مقطع فيديو غنائي للأغنية على حساب حداد على موقع يوتيوب بعد خمسة أيام. تم عرض أغنية لبنانية أخرى مع الفيديو كليب المصاحب لها بعنوان "نايمة بالعسل" لأول مرة على قناة الملحن طلال على اليوتيوب في 13 أغسطس 2017.
قامت حداد بتصوير أغنية بعنوان "إلى هنا" بالتزامن مع أغنية "نايمة بالعسل" في تبليسي، جورجيا، مع صديقتها المخرجة نهلة الفهد. ويعد الفيديو الذي تم عرضه لأول مرة في 11 أكتوبر 2017، أول فيديو موسيقي باللهجة العراقية لحداد منذ أربع سنوات منذ أغنية "الكذاب" في عام 2013. خلال عام 2018، اكتسبت الأغنية شعبية لكن ببطء بسبب تغطيتها من قبل فنانين عراقيين محليين. حققت الأغنية نجاحًا كبيرًا وحصدت أكثر من 100 مليون مشاهدة على اليوتيوب (اعتبارًا من بداية 2020). وبسبب الشعبية غير المتوقعة التي حققتها الأغنية، أرجأت حداد أي خطط لإصدار ألبومات أو أغانٍ منفردة رئيسية. في يوليو 2019، أصدرت الأغنية المنفردة التالية "أحبك وكذا" مع نفس الفريق الذي أنتج "إلى هنا". في أوائل سبتمبر 2019، أصدرت حداد أغنية منفردة أخرى باللهجة المصرية بعنوان "جمالو"، وتعد هذه أول أغنية لحداد باللهجة المصرية منذ أغنية "حبيبي مصري" في أكتوبر 2014. في 10 فبراير 2020، أطلقت فيديو كليب أغنيتها الجديدة "ماحد يحس بالعاشق". الأغنية الجديدة، التي تم أداؤها باللهجة العربية البدوية، من المفترض أن تكون الأغنية الرئيسية في ألبوم حداد الرابع عشر القادم.
في فبراير 2023، أقامت حفلة في فعالية "ليلة صوت الأرض" بالسعودية التي أقامتها هيئة الترفيه والتي احتفت بشكل خاص بالفنان طلال مداح. وابتعدت حداد لفترة قصيرة عن الأضواء، إلى أن نشرت صور لها في شهر يونيو في مكان لم تسمّه ممتلئ بالخضرة وظهرت بالقرب من أفيال في إحدى الصور، وعلّقت: "كنت محتاجة جداً انقطع عن العالم كله واتواصل مع نفسي وروحي، وصارت هالفرصة الحلوة في ربوع الطبيعة الخلابة في هالمكان الخيال" في نفس العام، أطلقت حداد عطرها الخاص باسم "DH" الذي يشير إلى أول حرفين من اسمها بالإنجليزية.

## الحياة الخاصة

### العائلة والزواج
لديانا حداد خمسة أخوة هم: لوليتا، داني، فادي، سمير وهي المولودة الثالثة أما والدي ديانا فأبوها جوزيف مسيحي ماروني (توفى عام 2011) وأمها منى مسلمة توفيت عام 1999.
تزوجت ديانا من المخرج الإماراتي سهيل العبدول في أواخر عام 1995 وكانت تبلغ من العمر 19 سنة، وأصدرت في نفس العام ألبومها الأول «ساكن» الذي أنتجه زوجها وأنتج لها ألبومات عديدة وأخرج لها كليبات، كان آخرها "صاحبي" من ألبومها «أول مرة» قبل أن ينفصلا.
أنجبت ديانا إبنتين: صوفي (19 يوليو 1996) وميرا (26 نوفمبر 2007).
انفصلت عن زوجها سهيل العبدول في عام 2009.

### اعتناقها الإسلام
أشعلت ديانا الصحافة العربية عام 2000 حين أعلنت عبر أحدي المجلات انها اعتنقت الأسلام، وهذا التصريح القصير اشعل الصحافة بين المؤيد والمعارض لقرار ديانا، وفي نفس السياق رفضت ديانا الظهور الإعلامي لأكثر من عامين بعد هذا التصريح واكتفت بإحياء الحفلات، ثم عادت للظهور في بعض البرامج ورفضت ان تُسأل عن قرارها وسبب ترك الدين المسيحي واعتناق الدين الإسلامي.
في عام 2012 ظهرت ديانا في حلقة خاصة مع الإعلامية المصرية لميس الحديدي عبر شاشة قناة نايل المصرية، وتكلمت بشكل مختصر عن سبب دخولها الإسلام وقالت إن القرار كان عن قناعة تامة وانها سعيدة بذلك، لكن بعد مرور سنوات من ذلك اللقاء عادت قصة اعتناق ديانا حداد الإسلام من جديد بعد نشر مجلة الجرس صور لديانا داخل أحدى الكنائس بلبنان بذلك اشتعلت الأقلام من جديد عن عودة ديانا للمسيحية وترك الإسلام، وكانت تلك الصور المنشورة لديانا هي من جنازة والدها جوزيف المسيحي، لم يتأخر رد ديانا عن تلك الأخبار لتنشر صورة خلال شهر رمضان المبارك عام 2016، وهي بالحجاب امام الكعبة وهي تقوم بمناسك العمرة.
في رمضان 2017 تكلمت ديانا اخيرا بالتفاصيل عن سبب دخولها الإسلام من خلال برنامج مجموعة إنسان مع الإعلامي السعودي علي العلياني عبر شاشة mbc1 وقالت ان الدخول للإسلام كان عن قناعة وانها تحترم جميع الأديان السماوية وكشفت ان والدتها كانت مسلمة وكانت تتعلم منها الآيات القرآنية وكانت تعرف منها طقوس الدين الإسلامي وبعد وفاة أمها قررت ان تدخل الدين الإسلامي وقالت انها الآن مسلمة وانها سعيدة بذلك وانها تقوم بمناسك العمرة والحج وبالصيام وقراءة القران وأداء الطقوس الإسلامية وختمت كلامها بأن الدين بين العبد وربه.

## العمل الإنساني والخيري
شاركت ديانا حداد في العمل الإنساني في مجالات الأزمات الاجتماعية والسياسية. في عام 2000، مع انطلاق الانتفاضة الفلسطينية، أصدرت حداد أغنية مخصصة للقضية الفلسطينية بعنوان "الحق يكتب من دمي". ألغت خمسة عشر موعدًا مقررًا لجولة في الولايات المتحدة تضامنًا مع الشعب الفلسطيني.
في عام 2003، ساهم حداد في حملة ضد المخدرات والتدخين في الإمارات العربية المتحدة بإصدار أغنية منفردة بعنوان "بيدك القرار". وتم اختيارها من قبل منظمي المشروع للمشاركة في الحملة نظراً لتأثيرها على الشباب الإماراتي. تم إخراج الفيديو بواسطة سهيل العبدول.
في عام 2007 شاركت في حفل خيري أقامته شركة CHF الأمريكية في الإمارات العربية المتحدة إلى جانب عاصي الحلاني ويوري مرقدي وباسم فغالي. عوائد الحفل ذهبت إلى الأطفال اللبنانيين. وبعد مرور عام، تم تكريمها من قبل مركز الرشيد للرعاية لجهودها مع الأطفال ذوي الإعاقة.
في سبتمبر 2011، عينتها اللجنة الدولية لمراقبة حقوق الإنسان سفيرة للسلام. كما عينت أيضًا سفيرة للمنظمة العالمية لبعثة السلام والمنظمة الإسلامية لحقوق الإنسان، وتشارك حداد في العديد الأنشطة الإنسانية والخيرية.

## الألبومات
| السنة | الألبوم                    | أغاني الألبوم | المنتج                   |
| ----- | -------------------------- | --- | ------------------------ |
| 1996  | ساكن                       | لاقيتك (ميكس خاص)، طير اليمامة، السهرة، صحوة منام، لاقيتك، ساكن                                                                                             | الخيول                   |
| 1997  | عنيدة (أغاني من حفل شتورا) | ساكن، عنيدة، لاقيتك، السهرة، طير اليمامة، ميجنا وعتابة | الخيول                   |
| 1997  | أهل العشق                  | بزعل منك، ولفي جفاني، طفح الكيل، يا سامعين الصوت، عنيدة، أهل العشق                                                                                          | الخيول                   |
| 1998  | أمانيه                     | أمانيه، يلوموني، نجمة سهرتنا، رحلوا، شيخ الشباب، دلعونا دانا، يا بنتي، غلطتي                                                                                | الخيول                   |
| 1999  | يامايا                     | يامايا، من غبت، سيدي، أنا الإنسان، برية، بشهد لك، سايقين الظعن، إمشي ورا كدبهم                                                                              | الخيول                   |
| 1999  | شاطر                       | شاطر، قبل الغرام، الفصول الأربعة، شاطر (موسيقى)، باقية، سألتك، إنت الجميل، وينهم                                                                            | الخيول                   |
| 2000  | جرح الحبيب                 | ماني ماني، أدلع عليك، لا إنت، بقالي زمان، نور عنيه، مغدوشة، خسرت إيه؟!، قاسي، جرح الحبيب                                                                    | الخيول                   |
| 2001  | أخبار حلوة                 | أخبار حلوة، إللي في بالي، قلبي للإيجار، إلا حبيبي، رمش عينك، الهوارة، قدرت تنسى، دلّي، تعالى                                                                 | الخيول                   |
| 2002  | أحلى أغاني                 | إمشي ورا كدبهم، أمانيه، أهل العشق، لاقيتك، من غبت، يامايا، عنيدة، برية، غلطتي                                                                               | الخيول                   |
| 2002  | لو يسألوني                 | لو يسألوني، كماكم، تقول ما أحبك، ليتني ما عرفتك، بعد عيونك، شيصير بالدنيا، تسوى هالعالم، حسبته، يا قلبي ارتاح، أشواق                                        | عالم الفن                |
| 2004  | أول مرة                    | حبي لك، ويلي، خليني ساكتة، آخرتها معاك، أول مرة، زمن قاسي، كنت حاسبك، ياويلك يا ظالم، بلاش، كلمة يا غالي، حفضل أحبك، لو مادخلت براسي، صاحبي                 | عالم الفن                |
| 2006  | ديانا 2006                 | ماس ولولي، زي السكر، عذاب الهوى، لسه بتسأل (أكذب)، عوايد قديمة، بشويش، عادي، واحلفلي ميت يمين، حسافة                                                        | العبدول للصوتيات، ميلودي |
| 2008  | من ديانا إلى....؟          | شفت اتصالك، شلون أشوفه، تحرق أعصابي، إلعب على قلبي، عجيبة، يا زعلان، ما يتعبني، الله يخليك، ليت القلوب، روح يا صغير                                         | العبدول للصوتيات         |
| 2011  | بنت أصول                   | بالراحه عليه، ودي حكي، بنت أصول، أسِمع كلامهم، أنت معي، قالت ديانا، توب الفرح، ياحظ قلبي، رجع الشتيِ، ياوقت، ايه رأيك، كيد النسا، رجع الشتي (موال)، يشهد الله | بلاتينيوم ريكوردز        |
| 2014  | يا بشر                     | يابشر، مدري-من مده، خليها عالله، مقلب، مثلك حبيبي، زفوني، الأرض غنت -ميجانا، بلا روحي، فرحة قليبي، هلا وأهلين، لعاب، حديث الحب، حفلة حب، طوافة              | روتانا                   |

## فيديو كليب
| الأغنية                        | المخرج            | المنتج           | كلمات                    | ألحان            | مكان التصوير       | العام | مصادر         |
| ------------------------------ | ----------------- | ---------------- | ------------------------ | ---------------- | ------------------ | ----- | ------------- |
| ساكن                           | سهيل العبدول      | الخيول           | عادل رفول                | جورج مارديروسيان |                    | 1996  |               |
| السهرة                         | سهيل العبدول      | الخيول           |                          |                  |                    | 1996  |               |
| لاقيتك                         | سهيل العبدول      | الخيول           |                          |                  |                    | 1996  |               |
| يا أهل العشق                   | سهيل العبدول      | الخيول           |                          |                  |                    | 1997  |               |
| بزعل منك                       | سهيل العبدول      | الخيول           |                          |                  |                    | 1997  |               |
| أمانيه                         | سهيل العبدول      | الخيول           |                          |                  |                    | 1998  |               |
| يا بنتي                        | سهيل العبدول      | الخيول           |                          |                  | لبنان              | 1998  |               |
| يامايا                         | سهيل العبدول      | الخيول           |                          |                  | القاهرة            | 1998  | [ 11 ]        |
| إمشي ورا كدبهم                 | سهيل العبدول      | الخيول           | سمير زكي                 | عصام كاريكا      |                    | 1999  | [ 64 ] [ 65 ] |
| شاطر                           | سهيل العبدول      | الخيول           | ريبر وحيد                | ريبر وحيد        | جبل علي، دبي       | 1999  | [ 12 ]        |
| وينهم                          | سهيل العبدول      | الخيول           | خالد البذال              | سليمان الملا     |                    | 1999  |               |
| يامنور بلادك                   | علي العبدول       | الخيول           |                          |                  |                    | 2000  |               |
| الفصول الأربعة                 | سهيل العبدول      | الخيول           | حمد الكتبي               | أصيل أبوبكر      |                    | 2000  |               |
| ماني ماني                      | سهيل العبدول      | الخيول           | محمد دلول                | سليم سلامة       |                    | 2000  |               |
| أدلع عليك                      | سهيل العبدول      | الخيول           |                          |                  |                    | 2001  |               |
| اللي في بالي                   | سهيل العبدول      | الخيول           | فوزي إبراهيم             | صلاح الشرنوبي    |                    | 2001  | [ 66 ]        |
| لو يسألوني                     | سهيل العبدول      | عالم الفن        | نهيان بن زايد آل نهيان   | عيضة المنهالي    |                    | 2002  | [ 67 ]        |
| أول مرة                        | سهيل العبدول      | عالم الفن        | هند القاضي               | خالد عز          |                    | 2003  |               |
| بيدك القرار                    | سهيل العبدول      | العبدول للصوتيات |                          |                  |                    | 2003  |               |
| ويلي                           | سهيل العبدول      | عالم الفن        | نزار الياس فرنسيس        | سمير صفير        | دبي                | 2003  | [ 68 ]        |
| صاحبي                          | سهيل العبدول      | عالم الفن        |                          |                  |                    | 2004  |               |
| لو مادخلت براسي                | صوفي بطرس         | عالم الفن        | سمير نخلة                | وسام الأمير      |                    | 2004  |               |
| ماس ولولي (مع الشاب خالد)      | ليلى كنعان        | العبدول ونجوم    | أحمد مرزوق               | محمد يحيى        | دبي                | 2005  | [ 69 ]        |
| بدر البدور                     | علي العبدول       | تلفزيون نجوم     | آمال محمد                | فايز السعيد      |                    | 2006  |               |
| أنا الإنسان                    | نهلة الفهد        | العبدول ونجوم    |                          |                  |                    | 2006  | [ 70 ]        |
| زي السكر                       | ياسر سامي         | العبدول ونجوم    | مصطفى مرسي               | أحمد سعد         | مصر                | 2006  | [ 71 ]        |
| عادي                           | ليلى كنعان        | العبدول          | ناصر الجيل               | محمود الخيامي    | بيروت              | 2007  | [ 72 ]        |
| مانسيتك                        | علي العبدول       | نجوم             |                          |                  | دبي                | 2007  | [ 73 ]        |
| عذاب الهوى                     | نهلة الفهد        | العبدول          |                          |                  | دبي                | 2008  | [ 74 ]        |
| شفت اتصالك                     | نهلة الفهد        | نجوم             | حامد الغرباوي            | وليد الشامي      | بيروت              | 2008  | [ 75 ]        |
| يا عيبو                        | نهلة الفهد        | إنتاجها الخاص    | بيار حايك                | ياسر جلال        | بيروت              | 2009  | [ 28 ]        |
| يازعلان                        | نهله الفهد        | إنتاجها الخاص    | حامد الغرباوي            | وليد الشامي      | بيروت              | 2009  | [ 76 ]        |
| ياهدية من ربنا                 | محمد جمعه         | إنتاجها الخاص    | محمد عوف                 | مصطفى شوقي       | دبي                | 2010  | [ 77 ]        |
| مجنونه                         | وليد ناصيف        | إنتاجها الخاص    |                          |                  |                    | 2010  |               |
| قالت ديانا                     | فادي حداد         | إنتاجها الخاص    | علي الخوار               | فهد الناصر       | بيروت              | 2011  | [ 78 ]        |
| ودي حكي                        | نهلة الفهد        | إنتاجها الخاص    |                          |                  | الشارقة            | 2012  | [ 79 ]        |
| قلبي وفي                       | جاد شويري         | إنتاجها الخاص    | فارس إسكندر              | سليم سلامة       | بيروت ولندن        | 2012  | [ 80 ]        |
| نعم سيدي                       | يعقوب يوسف المهنا | فنون الجزيرة     | مبارك الحديبي            |                  |                    | 2013  |               |
| الكذاب                         | عادل سرحان        | ناجي الشمري      | قصي عيسى                 | نصرت البدر       | لبنان              | 2013  | [ 81 ]        |
| ثالث الأعياد                   | فادي حداد         | فنون الجزيرة     |                          |                  | تركيا              | 2013  | [ 82 ]        |
| لافيستا                        | كليمونت تشابوت    | شركة يان (YEIN)  |                          |                  | مراكش              | 2014  | [ 83 ]        |
| هلا وأهلين                     | ياسر الياسري      | فنون الجزيرة     | فيصل بن تركي بن عبد الله | طلال             | دبي                | 2014  | [ 84 ]        |
| حبيبي مصري                     | محمد عبد الجواد   | إنتاجها الخاص    |                          |                  |                    | 2014  |               |
| حالة حب                        | فادي حداد         | قيثارة           |                          | باسل العزيز      |                    | 2015  |               |
| الأرض غنت ميجانا               | فادي حداد         | فنون الجزيرة     | عبدالله أبوراس           | طلال             |                    | 2015  | [ 85 ]        |
| يا بشر                         | فادي حداد         | روتانا           |                          |                  | لبنان              | 2015  | [ 86 ]        |
| روميو وجوليت (مع عاصي الحلاني) | علاء الأنصاري     | فنون الجزيرة     | أحمد علوي                | طلال             | تركيا              | 2016  | [ 87 ]        |
| تبسم                           | ياسر الياسري      | فنون الجزيرة     | تركي                     | تركي             |                    | 2016  |               |
| نصفي الثاني                    | ياسر الياسري      | سيلبرتي ايفنت    | تركي الشريف              | عبدالله سالم     |                    | 2016  |               |
| نايمة بالعسل                   | نهلة الفهد        | فنون الجزيرة     | أحمد علوي                |                  |                    | 2017  | [ 88 ]        |
| إلى هنا                        | نهلة الفهد        | إنتاج خاص        | رامي العبودي             | علي صابر         |                    | 2018  | [ 89 ]        |
| دخيلك                          | جاسم الجسمي       | د.العتيبي        | مانع بن سعيد العتيبة     | علي كانو         | دبي                | 2019  | [ 90 ]        |
| ماحد يحس بالعاشق               | شهاب              | روتانا           | حياة إسبر                | فضل سليمان       | بيروت، دبي         | 2020  | [ 91 ]        |
| مش راح نختلف                   | نهلة الفهد        | روتانا           | علي المولى               | فضل سليمان       |                    | 2020  |               |
| سيد الحمقى                     | نهلة الفهد        | روتانا           | محمد القاسمي             | محمد أنور        | فندق فيرساتشي، دبي | 2022  | [ 92 ]        |
| تفاصيل ديو مع أيمن سرحاني      | محمد علي العويني  | إنتاج خاص        |                          |                  | المغرب             | 2025  |               |
| إهدى حبة ديو مع دوزي           | نهلة الفهد        | إنتاج خاص        |                          |                  | المغرب             | 2025  |               |

## أغاني خاصة أو منفردة
ديانا قامت بتقديم أغاني خاصة لم تصدرها في ألبوماتها مثل:
- الشمعة (إهداء لذوي الاحتياجات الخاصة في العالم)
- الحلم العربي (أوبريت غنائي يضم 21 مغنياً)
- وصية حب (دويتو مع وائل كفوري)
- جبلك كنز (مسرح جرش 1998)
- مش بإيدي بطل حبك (بمناسبة عيد استقلال لبنان عام 1999)
- لماذا المشتكى (أغنية إنسانية) 1999
- اسما بلاد ديو 3 من مطربي الخليج / أصيل أبو بكر، راشد الماجد.
- يا قرطاج (مسرح قرطاج 2000).
- الحق يكتب من دمي (إهداء إلى الشعب الفلسطيني لدعم الانتفاضة)
- منور بلادك (إهداء للشيخ زايد بن سلطان آل نهيان لعودته بالسلامة من العلاج 2000)
- بحرين يا فال السعد (اهداء للشعب البحريني)
- ويلي منك (ديو مع جاد نخلة)
- أوبريت أم الشيوخ
- نعم زايد
- نور عيني
- أطيب قلب
- روف ياروحي
- لقيناوي (باللهجة المغربية)
- أرض الإمارات (مع راشد الماجد)
- بيدك القرار
- يا فخر
- اوبريت غرس زايد (مع فايز السعيد)
- بدر البدور
- ما نسيتك
- بيدك القرار (أغنية خاصة ضد الثالوث القاتل: التدخين المخدارت والايدز)
- حبي الإمارات (اوبريت بمشاركة راشد الماجد، الوسمي، فايز السعيد، سلمان حميد)
- إمارات القيادة مع حسين الجسمي
- مجنونة
- قالت ديانا
- ياعيبو
- أمل حياتي
- يابعد عمري
- نعم سيدي
- يا حبي يا كويت (من مهرجان هلا فبراير 2014)
- أوبريت الوفاء (بمشاركة عاصي الحلاني، لطيفة، عبد الله الرويشد، أروى).
- الأغنية الرسمية لمهرجان الريان في قطر 2016
- طير مسا
- فديت طاريك
- تؤبر قلبي
- أحبك وكذا
- جمالو
- اشتقنا
- درب المحبة
- مانستمر
- انتصارنا خطوة أولي (أغنية خاصة لمصر ضمن احتفالات انتصار أكتوبر)
- كمل عبورك (أوبريت غنائي مع تامر حسني وبلقيس)
- عين القلب ديو (مع عاصي الحلاني)

### غنائها مقدمات المسلسلات
- (2008): لعنة امرأة (أغنية خاصة لمسلسل خليجي)
- (2011): مقدمة ونهاية مسلسل الدخيلة.
- (2015): مقدمة ونهاية مسلسل طريق المعلمات.
- (2019): مقدمة ونهاية مسلسل عطيتك عيوني
- (2022): مقدمة ونهاية مسلسل سلمات أبو البنات

## المهرجانات التي شاركت بها
- حفل زفاف ملكي للأسرة الحاكمة في السعودية عام 2024 في  إيطاليا[93]
- حفل علي مسرح القرية العالمية 2024  الإمارات العربية المتحدة[94]
- حفل علي مسرح قرية ليوا أبو ظبي 2023  الإمارات العربية المتحدة[95]
- حفل ضمن الاحتفالات باليوم الوطني الإماراتي مسرح العين سكوير 2023  الإمارات العربية المتحدة[96]
- حفل العلا مسرح مرايا 2023 السعودية[97]
- حفل تكريم الفنان الراحل طلال مداح 2023  السعودية[98]
- حفل موسم الرياض 2023  السعودية[99]
- حفل رأس السنة في مدينة ألعاب الهيلي في العين  الإمارات العربية المتحدة2022[100]
- حفل بمناسبة اليوم الوطني الإماراتي 51 مسرح خورفكان الشارقة2022  الإمارات العربية المتحدة[101]
- مهرجان الموسيقي العربية الدورة 31 في دار الأوبرا المصرية 2022 مصر[102]
- مهرجان بابل الدولي  العراق 2022[103]
- حفل اليوبيل الذهبي على تأسيس دولة  الإمارات العربية المتحدة 2021[104]
- حفل جلسات إكسبو 2021  الإمارات العربية المتحدة[105]
- حفل انتصار أكتوبر بحضور الرئيس المصري السيسي مركز المنارة للمؤتمرات الدولية 2021 مصر[106]
- حفل عيد الاتحاد 2019 استاد هزاع  الإمارات العربية المتحدة[107]
- حفل موسم الرياض 2019  السعودية[108]
- حفل في  جزر المالديف 2019[109]
- حفل في  الكويت 2019[110]
- مهرجان “مازاغان” 2018  المغرب[111]
- حفل اليوبيل الذهبي لنادي الفجيرة بالإمارات 2018  الإمارات العربية المتحدة[112]
- حفلة رأس السنة في سيتي ووك دبي 2017  الإمارات العربية المتحدة[113]
- حفل القرية العالمية 2017 الإمارات العربية المتحدة[114]
- مهرجان موازين 2016  المغرب[115]
- حفل للجالية العربية 2016 جزيرة  قبرص[116]
- حفل في دار الأوبرا المصرية 2016  مصر[117]
- حفلة رأس السنة في دبي 2015  الإمارات العربية المتحدة[117]
- مهرجان تيميتار 2015  المغرب[118]
- مهرجان سوق واقف 2013 و2014 و2015 2016 قطر[119][120]
- حفلات جلوس الملك محمد السادس علي العرش 2000 و2009  المغرب[بحاجة لمصدر]
- مهرجان مغدوشة 2009  لبنان[121]
- مهرجان موازين 2008  المغرب[122]
- حفل رأس السنة دمشق  سوريا 2007[بحاجة لمصدر]
- حفلات عيد الاتحاد 1997 و1999و 2002 و2003 و2007 و2008 و2009 و2011 و2012 و2013و 2016  الإمارات العربية المتحدة
- حفل ختام البطولة الأفريقية الأسيوية 2004  الهند[123]
- مهرجان الكازيف 2005 و2010 الجزائر[بحاجة لمصدر]
- مهرجان جميلة 2004 و2007 و2011 الجزائر[بحاجة لمصدر]
- مهرجان الفلك الذهبي 2007  الجزائر[بحاجة لمصدر]
- حفلات رأس السنة 2005  البحرين[بحاجة لمصدر]
- مهرجان ليالي دبي 2002 و2005 و2013  الإمارات العربية المتحدة[124]
- مهرجان هلا فبراير 2002 و2004 و2012 و2014  الكويت[125][126]
- مهرجان ليالي التلفزيون 1999و 2004  مصر
- حفل في إسلام أباد،  باكستان 2003[127]
- مهرجان الدوحة 2003 و2005  قطر[128]
- مهرجان دندنة 2002  البحرين
- حفل اختتام الألعاب الأولمبية 2002  الصين[بحاجة لمصدر]
- حفل في مهرجان تدمر  سوريا 2002
- حفل في القاهرة 2002  مصر
- حفل شم النسيم 2002  مصر
- حفل شرم الشيخ 2002  مصر
- مهرجان أغادير 2001  المغرب
- حفل عيد الموسيقي 2001  لبنان
- مهرجان التسوق 2001  لبنان
- مجموعة حفلات  الولايات المتحدة 2000
- مهرجان صلالة 2000 و2002 و2007  عُمان
- مهرجان أوربت الأردن،  لبنان  مصر،  قطر1999، 2000، 1998، 2002
- حفلات عديدة وكبيرة للجالية العربية 2000  المملكة المتحدة
- مهرجان شبيب عام 2000 الأردن
- مهرجان أضواء المدينة 2000 مصر
- مهرجان المحبة والسلام سوريا1999 و2002  سوريا
- مهرجان النادي الأفريقي 1998  تونس
- حفلات شبكة راديو وتلفزيون العرب  راديو وتلفزيون العرب 1996، 1997، 1998، 1999، 2000، 2001، 2002
- مهرجان جرش 1998  الأردن
- مهرجان قرطاج تونس عام 1997و 2000

## جوائز
- جائزة من مجلة الصحة السنوية 2017  الإمارات العربية المتحدة[129]
- درع تكريمي من قبل الهلال الأحمر الإماراتي للمشاركة الإنسانية  الإمارات العربية المتحدة2017
- تكريم عن أفضل مطربة عربية لعام 2016 من قبل مهرجان الرواد  لبنان 2016
- تكريم من هيئة أبو ظبي للسياحة والثقافة كسفيرة عن فئة المشاهير  الإمارات العربية المتحدة 2015[130]
- جائزة أفضل فنانة عربية شاملة الموريكس دور  لبنان 2015[39]
- تكريم من مهرجان نجوم الشاشة العربية لنجاح أغنيتها المغربية الأخيرة «لافيستا»  المغرب2015
- للمرة الثانية علي التوالي وسام التميز لأكثر الشخصيات الفنية مؤثرة بالعالم لعام 2014 عن فئة الفن والموسيقى والسينما والمسرح، المجلس الدولي لحقوق الإنسان بالأمم المتحدة[131]
- جائزة «ميديتل موروكو ميوزيك أواردز» عن فئة الأغنية العصرية عن أغنية لافيستا  المغرب 2014
- أكثر شخصية فنية مؤثرة بالعالم لعام 2013 عن فئة الفن والموسيقى والسينما والمسرح، المجلس الدولي لحقوق الإنسان[132]
- جائزة من منظمة الامم المتحدة ومنظمة المرأة العالمية كفارسة للأغنيه العربية 2013
- جائزة أفضل مطربة لبنانية لعام 2012 مجلة "ok Magazine" .[133]
- جائزة من مؤسسة الايزو العالمية "فارسة الجودة" عام 2012.[134]
- جائزة أفضل مطربة عربية لعام 2012 مجلة أخبار النجوم  مصر
- جائزة أفضل مطربة عربية لعام 2012 إمارات إف إم  الإمارات العربية المتحدة
- جائزة وتكريم من مجلة شباب 20 بلقب فنانة العرب والشخصية الأكثر تأثيرا بالشباب 2009 [135]
- تكريمها من قبل إذاعة صوت المدينة لأغنية ياعيبو لحصولها على المراكز الأولى  سوريا[136]
- جائزة الشكر والتقدير من برنامج نجم الخليج كعضوة لجنة تحكيم 2009
- أفضل مطربة عربية للعام 2008 - حسب لبنان انترتيمنت.  لبنان
- أفضل فيديو كليب للعام 2008 «عذاب الهوى» - حسب لبنان انترتيمنت. لبنان
- أفضل مطربة لبنانية للعام 2008 - حسب مجلة لبنان جورنال  لبنان
- أفضل فيديو كليب للعام 2006 «عادي» - حسب مجلة ستارز كافيه. لبنان
- أفضل ألبوم للعام 2006 - حسب مجلة ستارز كافيه.  لبنان
- النجمة الأكثر أناقة للعام 2007 - حسب مجلة ستارز كافيه.  لبنان
- نجمة الإنسانية - إذاعة عجمان  الإمارات العربية المتحدة 2007.[137]
- جائزة الشكر والتقدير من مؤسسة CHF الخيرية 2007
- أفضل مطربة عربية للعام 2006 - مجلة بثينة 2007
- أفضل مطربة عربية للعام 2006 حسب مجلة حريتي القاهرة في فبراير2007  مصر[138]
- أفضل مطربة عربية للعام 2006- راديو وتلفزيون العرب جائزة ART  مصر 2006[139]
- أفضل مبيعات للألبوم «ديانا 2006» - حسب إحصائيات Virgin megastore  مصر 2006
- أفضل مطربة عربية للعام 2004 - مهرجان المشاهير 2004
- نجمة مهرجان الدوحة 2003.  قطر
- الجائزة البلاتينية لمبيعات الألبوم «لو يسألوني» 2003 -  الإمارات العربية المتحدة
- أفضل مطربة عربية لعام 2002 - مجلة حريتي المصرية (أكثر من 4 مليون صوت)  مصر
- أفضل سينما كليب للعام 2002 «لو يسألوني» - مهرجان أوسكار الكليب  مصر
- نجمة الـ2000 - الجمعية المصرية لنقاد وكتاب الأفلام. مصر
- أفضل مطربة جماهيرية عربية للعالم 2002 - مجلة زهرة الخليج  الإمارات العربية المتحدة
- أفضل الألبومات مبيعا في الوطن العربي «جرح الحبيب» 2001
- كأس التقدير لعام 2002 - جميع معجبين ديانا حداد حول العالم لإنجازاتها.
- أفضل مطربة عربية للعام 2001 - تلفزيون العرب جائزة ART  مصر 2001
- أفضل مطربة عربية للعام 2001 - مجلة زهرة الخليج  الإمارات العربية المتحدة
- أفضل مطربة عربية للعام 2000 - جريدة الرياضية
- نجمة شبيب للعام 2000 - مهرجان شبيب سبتمبر 2000 الأردني  الأردن.
- النجمة الذهبية للعام 1999 -  مصر يوليو 99.
- الجائزة البلاتينية لمبيعات ألبوم أمانيه 1998 - شركة الخيول
- أفضل مطربة عربية للعام 1997 - الرياضة والشباب  الإمارات العربية المتحدة
- أفضل أغنية للعام 1997 عن أغنية أهل العشق - إمارات إف إم  الإمارات العربية المتحدة
- أفضل مطربة عربية للعام 1997 - إمارات إف إم  الإمارات العربية المتحدة
- أفضل أغنية للعام 1996 - بمناسبة الحلم العربي  الإمارات العربية المتحدةا

## وصلات خارجية
- ديانا حداد على موقع IMDb (الإنجليزية)
- ديانا حداد على موقع IMDb (الإنجليزية)
- ديانا حداد على موقع قاعدة بيانات الأفلام العربية
- ديانا حداد على موقع ميوزك برينز (الإنجليزية)
- ديانا حداد على موقع ديسكوغز (الإنجليزية)